# 荷兰漫画博物馆
荷兰漫画博物馆（荷蘭語：Nederlands Stripmuseum）位於荷蘭格羅寧根市，是一家專門展示荷語及荷蘭本土漫畫創作的博物館。

## 歷史
經過十多年的籌建，博物館於2004年4月21日由時任格羅寧根市長雅克·瓦拉赫主持開幕。博物館於2019年3月2日關閉，並將於2019年底在多功能建物『格羅寧根論壇』以不同的形式重新開放。

## 外部連結
- （荷蘭語） Het Nederlands Stripmuseum （页面存档备份，存于）, official website
- 维基共享资源上的相關多媒體資源：荷兰漫画博物馆